# IFPI Dänemark
IFPI Dänemark ist ein Ableger der International Federation of the Phonographic Industry (IFPI) in Dänemark und repräsentiert die dänische Musikindustrie. Der IFPI Dänemark kontrolliert Verkaufszahlen der im Land verkauften Alben, Singles und DVDs, vergibt Musikauszeichnungen, überprüft Musiklizenzen und stellt die offiziellen dänischen Charts bereit. Die Gold- und Platin-Auszeichnungen werden seit den frühen 1990er Jahren vergeben.

## Verleihungsgrenzen der Tonträgerauszeichnungen

### Alben
| Auszeichnung | bis 13. Januar 1990 | 14. Januar 1990 bis 31. Dezember 1993 | 1. Januar 1994 bis 31. März 2003 | 1. April 2003 bis 31. Januar 2007 | 1. Februar 2007 bis 6. Januar 2012 | seit 7. Januar 2012 |
| ------------ | ------------------- | ------------------------------------- | -------------------------------- | --------------------------------- | ---------------------------------- | ------------------- |
| Silber       | 25.000              | –                                     | –                                | –                                 | –                                  | –                   |
| Gold         | 50.000              | 50.000                                | 25.000                           | 20.000                            | 15.000                             | 10.000              |
| Platin       | 100.000             | 80.000                                | 50.000                           | 40.000                            | 30.000                             | 20.000              |
| 2× Platin    | 200.000             | 160.000                               | 100.000                          | 80.000                            | 60.000                             | 40.000              |

### Singles
| Auszeichnung | bis 31. Dezember 1989 | 1. Januar 1990 bis 31. Dezember 1999 | 1. Januar 2000 bis 31. März 2003 | 1. April 2003 bis 31. Januar 2007 | 1. Februar 2007 bis 31. März 2009 | 1. April 2009 bis 16. November 2014 | 17. November 2014 bis 31. März 2016 | seit 1. April 2016 |
| ------------ | --------------------- | ------------------------------------ | -------------------------------- | --------------------------------- | --------------------------------- | ----------------------------------- | ----------------------------------- | ------------------ |
| Silber       | 25.000                | –                                    | –                                | –                                 | –                                 | –                                   | –                                   | –                  |
| Gold         | 50.000                | 25.000                               | 10.000                           | 4.000                             | 7.500                             | 15.000                              | 30.000                              | 45.000             |
| Platin       | 100.000               | 50.000                               | 20.000                           | 8.000                             | 15.000                            | 30.000                              | 60.000                              | 90.000             |
| 2× Platin    | 200.000               | 100.000                              | 40.000                           | 16.000                            | 30.000                            | 60.000                              | 120.000                             | 180.000            |

| Auszeichnung | 1. Januar 2011 bis 29. Januar 2012 | 30. Januar 2012 bis 30. April 2012 | 1. Mai 2012 bis 20. März 2014 | 21. März 2014 bis 17. November 2014 |
| ------------ | ---------------------------------- | ---------------------------------- | ----------------------------- | ----------------------------------- |
| Gold         | 50.000                             | 450.000                            | 900.000                       | 1.300.000                           |
| Platin       | 100.000                            | 900.000                            | 1.800.000                     | 2.600.000                           |
| 2× Platin    | 200.000                            | 1.800.000                          | 3.600.000                     | 5.200.000                           |

### Videoformate
| Auszeichnung | seit 1. Januar 2007 |
| ------------ | ------------------- |
| Gold         | 7.500               |
| Platin       | 15.000              |
| 2× Platin    | 30.000              |

| Auszeichnung | bis 31. Januar 2007 | bis 6. Januar 2011 | seit 7. Januar 2011 |
| ------------ | ------------------- | ------------------ | ------------------- |
| Gold         | 20.000              | 15.000             | 10.000              |
| Platin       | 40.000              | 30.000             | 20.000              |
| 2× Platin    | 80.000              | 60.000             | 40.000              |